# 국립목포검역소
국립목포검역소(國立木浦檢疫所, Mokpo National Quarantine Station)는 대한민국 질병관리청 산하 호남권질병대응센터의 소속기관이다. 1966년 1월 7일 발족하였으며, 전라남도 목포시 해안로177번길 20에 위치하고 있다. 소장은 기술서기관으로 보한다.

## 연혁
- 1949년 12월 10일: 보건부 소속으로 목포해양검역소 설치.
- 1955년 2월 17일: 보건사회부 소속으로 변경.
- 1960년 8월 12일: 국립목포해양검역소로 개편.
- 1966년 1월 7일: 국립목포검역소로 개편.
- 1994년 12월 23일: 보건복지부 소속으로 변경.
- 2008년 2월 29일: 보건복지가족부 소속으로 변경.
- 2010년 3월 19일: 보건복지부 소속으로 변경.
- 2016년 1월 1일: 무안국제공항지소 개소.
- 2020년 9월 12일: 질병관리청 산하 호남권질병대응센터 소속으로 변경

## 소속기관
- 무안국제공항지소

## 검역항
- 본부 관할: 목포항, 완도항
- 무안국제공항지소 관할: 무안국제공항